# Heberto Padilla
Heberto Padilla (Puerta de Golpe, 20 de enero de 1932 - Auburn, 25 de septiembre de 2000) fue un poeta y catedrático cubano.

## Biografía

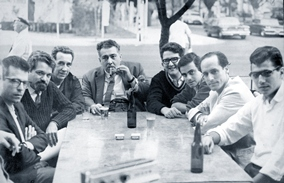
Luis Rogelio Nogueras, Antón Arrufat, Pablo Armando Fernández, Mariano Rodríguez, José Lezama Lima, Heberto Padilla, Sigifredo Álvarez Conesa, Roberto Fernández Retamar y Víctor Casaús en La Habana en 1950.

Estudió en la provincia de Pinar del Río y, después de terminar la secundaria, ingresó en la facultad de periodismo de la Universidad de La Habana. Padilla se desempeñó como comentarista radial en Miami, ciudad en la que enseñó también inglés (1956-1959), idioma que había estudiado junto con el francés. Luego viajó a Nueva York para trabajar como profesor y traductor de las Escuelas Berlitz y ese mismo año de 1959 se convirtió en corresponsal de Prensa Latina. En Artemisa (Pinar del Río) terminó la enseñanza elemental y estudió el bachillerato. Dirigió dos revistas estudiantiles, Paladín Colegial (1945) y Repórter (1946). Cursó tres años de la carrera de Derecho en la Universidad de La Habana, también estudió periodismo, Humanidades y Lenguas en el extranjero. Además del castellano, sabía francés, inglés, alemán, ruso, italiano y griego.
Regresó a Cuba en 1959 para formar parte del periódico Revolución y fue corresponsal de Prensa Latina en la Unión Soviética (1962-1964). Colaboró en la revista Unión, fue director de Cubartimpex (1964), organismo encargado de seleccionar libros extranjeros, y representó al Ministerio de Comercio Exterior en los países socialistas y escandinavos.
En sus inicios, Padilla fue un entusiasta de la revolución cubana, pero ya a su regreso a la isla en 1966, después de haber trabajado en el bloque soviético, llegó con serias dudas y con una visión crítica, que pronto se tornaron en desencanto, que expresaba en privado, con el Gobierno de Fidel Castro.

### Fuera del juego
El mismo año de su regreso, se convirtió en centro de una polémica cultural en las páginas de la revista Juventud Rebelde. Sus críticas afloraron en Fuera del juego (poemario que escribió durante su viaje en la Unión Soviética), poemario que obtuvo en 1968 el Premio Julián del Casal, de la Unión de Escritores y Artistas de Cuba (UNEAC), con un jurado compuesto por los cubanos José Lezama Lima, Manuel Díaz Martínez, José Zacarías Tallet, el peruano César Calvo y el británico J. M. Cohen.
El comité director de esta institución, no estuvo de acuerdo con el galardón otorgado a Padilla en poesía y a Antón Arrufat en teatro.Por lo que el 28 de octubre de ese año se reunió con los miembros del jurado para discutir las obras premiadas de los citados escritores. «Luego de un amplísimo debate, que duró varias horas», se acordó publicar ambas obras, pero acompañadas de una nota en la que el comité director de la UNEAC expresaba su desacuerdo por considerar que «son ideológicamente contrarios» a la Revolución cubana.

### Encarcelamiento y emigración
Padilla, que desde 1967 trabajaba en la Universidad de La Habana, fue detenido el 20 de marzo de 1971 a raíz del recital dado en la Unión de Escritores, donde leyó Provocaciones. Arrestado junto con la poetisa Belkis Cuza Malé ―su pareja desde fines de 1967; se casaron el 25 de enero de 1971 y la hija del primer matrimonio de esta, María Josefina, vivía con ellos―, fueron acusados de «actividades subversivas» contra el Gobierno. Su encarcelamiento (en la prisión Villa Marista**) provocó una reacción en todo el mundo, con las consiguientes protestas de conocidísimos intelectuales entre los que figuraban Julio Cortázar, Simone de Beauvoir, Marguerite Duras, Carlos Fuentes, Juan Goytisolo, Alberto Moravia, Octavio Paz, Juan Rulfo, Jean-Paul Sartre, Susan Sontag, Mario Vargas Llosa y muchos otros. **(En 1989, Padilla publicó La mala memoria y cuenta todas las torturas mentales y físicas que sufrió durante su detención.)
Estos intelectuales redactaron una carta  dirigida a Fidel Castro para pedir e exigir la liberación del poeta. Esta carta se publicó el 9 de abril de 1971 en el periódico Le Monde. La detención de Padilla y la movilización de peso de toda la izquierda internacional generaron problemas para el gobierno castrista. Entonces, para redorar la imagen de Cuba, deciden liberar a Padilla según una condición : Padilla debe redactar un texto en el cual abomina de su obra, se arrepiente de sus amistades, de sus ideas políticas y reniega sus amistades; tiene que denunciar a todos los escritores, amigos, intelectuales y compañeros que compartieron con él las ideas. Entonces, después de 38 días de reclusión en Villa Marista, Padilla expuso, sin leer, una larga y feroz autocrítica, reconociendo la superioridad de la lucha revolucionaria común sobre los intereses individuales, suyos o de otros. Hizo esta autocrítica en la UNEAC (Unión Nacional de Escritores y Artistas de Cuba) el 17 de abril de 1971.  
Sin embargo, varios intelectuales han señalado que la «autocrítica» de Padilla era en realidad un discurso sin fundamento alguno, una especie de parodia de los célebres «procesos de Moscú», que en Cuba no tenían asidero ninguno en la realidad. Señalan incluso opiniones y expresiones posteriores del propio Padilla al respecto. Otros intelectuales señalaron como el «Caso Padilla» fue utilizado contra la Revolución cubana, incluso asociando este caso a las presuntas «torturas» que el poeta pudo haber sufrido.
Para algunos, especialmente los adversarios de la Revolución cubana, el incidente con Padilla «representó un antes y un después en la tirante relación entre la intelectualidad mundial y la Revolución cubana», que marcó «el fin del idilio» entre ambos.
Sin embargo, otros como Mario Benedetti, señalaron:

En este momento yo solo conozco la síntesis. Me imagino cuál será ahora la arremetida de toda la gran prensa del pudoroso Mundo Libre: que es una muestra más de estalinismo, que la carta es una confesión del tipo de los procesos de Praga, etc., etc., etc. No podrán decir que «fue salvajemente torturado», porque me imagino que el Bebo estará tan rubicundo y lozano como cuando se instalaba en el Hotel Nacional, a la caza de karoles y cortázares.

Es de destacar que firmantes de la primera carta en solidaridad con Heberto Padilla, luego se retractaron. Fue el caso de Julio Cortázar, en su texto «Policrítica en la hora de los chacales», fechado en mayo de 1971, donde escribió: «así yo sé que un día volveremos a vernos, / buenos días, Fidel, buenos días, Haydee, buenos días, mi Casa, / mi sitio en los amigos y en las calles, mi buchito, mi amor, / mi caimancito herido y más vivo que nunca». Otros que supuestamente «rompían» con la Revolución cubana, como el propio Juan Goytisolo, visitarían luego la isla y tomarían parte en eventos de instituciones culturales del estado cubano. 
Después de ser puesto en libertad, Padilla, desempleado, se entregó al alcohol, según Cabrera Infante. Su esposa ―cuyos padres habían abandonado Cuba en agosto de 1966 y vivían en Miami― logró salir con el hijo pequeño de ambos (Ernesto, de 6 años), hacia Estados Unidos en 1979, mientras él sobrevivía con traducciones que hacía para el Instituto del Libro (entre ellas, destaca una antología de la poesía romántica inglesa). Al año siguiente, gracias a la presión internacional y particularmente a las gestiones del senador Edward Kennedy,Padilla pudo seguirla. Llegó a Nueva York, vía Montreal, el 16 de marzo de 1980, pero, como testimonian Cuza Malé y Cabrera Infante, esta experiencia y el exilio cambiaron a Padilla, que enfermó espiritualmente y nunca pudo reponerse del todo.

### El exilio

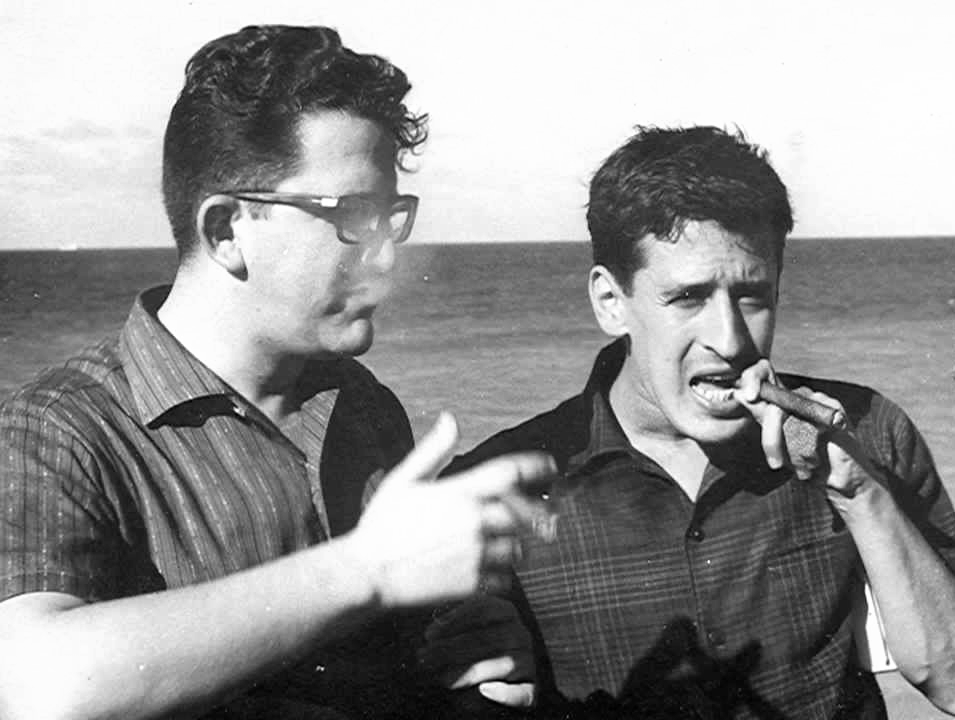
Roque Dalton y Heberto Padilla.

Padilla pasó de Nueva York a Washington D. C. y, después, a Madrid, para finalmente instalarse en Estados Unidos, primero en Princeton (en el estado de Nueva Jersey) ―donde ayudó a su esposa a fundar la revista Linden Lane Magazine, especializada en la literatura y el arte de los cubanos en el exilio― y después en otras ciudades, en las que se dedicó principalmente a la docencia.
En Estados Unidos no tuvo una vida fácil: fue muy criticado por parte de la emigración cubana debido a su participación, junto con otros escritores exiliados y de la isla, en el Encuentro de Estocolmo (mayo de 1994). Algunos sectores, especialmente de los cubanos de Miami, consideraron que esa conferencia ―convocada por el Centro Internacional Olof Palme―, era una manipulación del Gobierno castrista, por lo que la condenaron a priori y a ella no asistieron la prensa de esa ciudad ni la Radio y Televisión Martí. Los ataques arreciaron después de que los participantes se pronunciaran contra el embargo a Cuba. El encuentro, según la poetisa y ensayista Lourdes Gil, le costó su trabajo en el Dade College de Miami, ciudad donde también residía su hermana Marta, y que finalmente tuvo que abandonar.
Padilla tenía, además, serios problemas cardiacos y de diabetes. En febrero de 1997 sufrió dos infartos seguidos y tuvo que dejar su trabajo, pero, en la medida de sus posibilidades, continuó dando clases en universidades.
Padilla y Cuza Malé terminaron separándose en 1995, a iniciativa de ella, según la poetisa. Con su primera esposa, Bertha Hernández, había tenido tres hijos. Su última pareja fue Lourdes Gil, a la que conoció al día siguiente de llegar a Nueva York y con quien entabló una relación sentimental a partir del Encuentro de Estocolmo, en 1994. Entre 1999 y 2000 dio clases en las universidades de Columbus (Georgia), y también fue profesor en las universidades de Nueva York y de Miami.
A mediados de agosto de 2000 comenzó a enseñar en la Universidad de Auburn de Alabama. Murió cinco semanas después, el 25 de septiembre de 2000 —a los 68 años—, en su apartamento en Auburn, de un ataque al corazón.

## Trayectoria literaria y publicaciones póstumas
Padilla había debutado en 1949 con su poemario Las rosas audaces, al que siguió, en 1962, El justo tiempo humano, que recibió una mención en el Premio Casa de las Américas. Al año siguiente (1963), publicaría su primera novela, El buscavidas. En 1964 volvería a la poesía con el cuadernillo La hora.
Fuera del juego, «un poemario muy crítico del curso político en la isla en manos de Fidel Castro»,
marcó el quiebre con el Gobierno, que se convierte en definitivo con Provocaciones, su última producción en Cuba. Ya fuera de la isla reeditó algunos poemarios y publicó otros, sacó una segunda novela ―En mi jardín pastan los héroes, escrita en realidad a fines de los años 1960 y recuperada una década más tarde―,
una policiaca y unas memorias. Algunas de sus obras han sido traducidas al inglés y a otros idiomas.
Un primer regreso de la obra de Padilla a Cuba se produjo en 2012, cuando la revista Cauce le dedicó 50 páginas de las 74 que tenía el número 2 de 2011 (que salió con gran atraso), «un conjunto revelador de disímiles impresiones y acercamientos a la vida y obra del poeta», que incluía una decena de poemas y dos fragmentos del libro La mala memoria.
En 2013 Padilla es reeditado en Cuba: con ocasión de la Feria Internacional del Libro de Cuba, celebrada en febrero, la editorial Luminarias junto con Letras Cubanas publican Una época para hablar, libro «no vendible» que reúne los poemarios escritos desde 1948 hasta 1981. El volumen, que además de los 6 poemarios contiene una sección titulada Otros poemas, más artículos sobre su obra y opiniones de algunos escritores de su generación, ha sido denunciado por su exesposa Belkis Cuza Malé como «un acto infame de piratería y de maquiavelismo». «Quieren usar su nombre y su obra para presentarlo en esa bochornosa feria del libro y aparentar que ya hay libertad de expresión en la isla», comentó la escritora, quien aseguró que nadie pidió permiso a los herederos para editar los poemas de Padilla. La misma Cuza Malé publicó a principios de febrero de 2013 una antología personal del poeta con el título de Puerta de Golpe.

## Obra

### Poesía
- 1949: Las rosas audaces
- 1962: El justo tiempo humano
- 1964: La hora. La Habana: La Tertulia, Cuadernos de Poesía 10
- 1968: Fuera del juego
- 1973: Provocaciones
- 1974: Poesía y política - Poetry and Politics, antología bilingüe. Madrid (España): Playor, Georgetown University Cuban series
- 1981: El hombre junto al mar. Barcelona: Seix Barral
- 1998: Una fuente, una casa de piedra.
- 2013: Puerta de Golpe, antología hecha por Belkis Cuza Malé. Estados Unidos: Linden Lane Press
- 2013: Una época para hablar, antología que contiene prácticamente su poesía completa. La Habana: Luminarias/Letras Cubanas

### Narrativa
- 1963: El buscavidas (novela): La Habana.
- 1981: En mi jardín pastan los héroes, novela. Barcelona: Argos Vergara
- 1989: La mala memoria, ensayo autobiográfico. Barcelona: Plaza & Janés
- 1989: Prohibido el gato, novela policiaca escrita en 1989 pero aparentemente inédita.[18]

## Película Documental
- El caso Padilla. 2022.  Dirección: Pavel Giroud[22]